# Carolina Catena
Carolina Catena (12 ottobre 1908 – ...) è stata un'attrice italiana.
Considerata una delle più grandi attrici bambine del cinema muto italiano, è nota soprattutto per la sua interpretazione nel film Cabiria (diretto da Giovanni Pastrone) del 1914

## Biografia
Con Maria Bay, Gigetto Crosetto, Eduardo Notari, Ermanno Roveri, Luigi Petrungaro, Maria Orciuoli, Eraldo Giunchi, e Renato Visca, Carolina Catena fa parte di quel primo gruppo di attori bambini ad acquisire notorietà nel cinema muto italiano. La sua fama viene in primo luogo dall'essere stata prescelta nel ruolo della protagonista da bambina in Cabiria di Giovanni Pastrone (1914), primo grande Kolossal della storia del cinema. Leopoldo Metlicovitz la immortalerà nel poster originario del film.
Ma Carolina Catena non è solo "Cabiria bambina". Nel biennio 1914-15 le sono accreditate almeno altre 10 pellicole. La piccola attrice "ebbe una breve ma intensa carriera tra le braccia di quasi tutte le attrici torinesi, una ricercatissima 'figlia della colpa', in quei soggetti patetici allora tanto in voga".
Una volta abbandonato il mondo dello spettacolo nel 1920, non si sa altro di lei.

## Filmografia
- Cabiria, regia di Giovanni Pastrone (1914)
- L'alba del perdono, regia di Alberto Degli Abbati (1914)
- Il diritto di uccidere, regia di Amleto Palermi (1914)
- Extra-dry: Carnevale 1910 - Carnevale 1913, regia di Gino Calza-Bini (1914)
- Chi non vede la luce (1914)
- Brivido di morte (1914)
- La valanga di fuoco (1915)
- Un grande dramma in un piccolo cuore, regia di Guido Di Nardo (1915)
- Un dramma tra le belve, regia di Amleto Palermi (1915)
- Il romanzo di un atleta, regia di Vittorio Rossi Pianelli (1915)
- Il piccolo protettore, regia di Camillo De Riso (1915)